# Meridià 7 a l'est
El meridià 7 a l'est de Greenwich és una línia de longitud que s'estén des del pol Nord a través de l'oceà Àrtic, Europa, l'Àfrica, l'oceà Atlàntic, l'oceà Antàrtic i Antàrtida al pol Sud.
El meridià 7 a l'est forma un cercle màxim amb el meridià 173 a l'oest.
Com tot els altres meridians, la seva longitud correspon a una semicircumferència terrestre, són 20.003,932 km. Al nivell de l'equador, la seva distància del meridià de Greenwich és de 779 km

## De Pol a Pol
Des del pol Nord i dirigint-se cap al sud fins al pol Sud, el meridià 7 a l'Est passa per:
| Coordenades                           | País, territori o mar | Notes |
| ------------------------------------- | --------------------- | --- |
| 90° 0′ N, 7° 0′ E / 90.000°N,7.000°E  | Oceà Àrtic            | |
| 81° 15′ N, 7° 0′ E / 81.250°N,7.000°E | Oceà Atlàntic         | |
| 62° 57′ N, 7° 0′ E / 62.950°N,7.000°E | Noruega               | Entra a Fræna a Møre og Romsdal. Surt 3 km a l'oest de Lindesnes a Vest-Agder.                                                 |
| 58° 1′ N, 7° 0′ E / 58.017°N,7.000°E  | Mar del Nord          | |
| 53° 41′ N, 7° 0′ E / 53.683°N,7.000°E | Alemanya              | Illa de Juist |
| 53° 40′ N, 7° 0′ E / 53.667°N,7.000°E | Mar de Wadden         | |
| 53° 19′ N, 7° 0′ E / 53.317°N,7.000°E | Països Baixos         | |
| 52° 38′ N, 7° 0′ E / 52.633°N,7.000°E | Alemanya              | |
| 52° 28′ N, 7° 0′ E / 52.467°N,7.000°E | Països Baixos         | |
| 52° 14′ N, 7° 0′ E / 52.233°N,7.000°E | Alemanya              | |
| 49° 11′ N, 7° 0′ E / 49.183°N,7.000°E | França                | |
| 47° 30′ N, 7° 0′ E / 47.500°N,7.000°E | Suïssa                | Per uns 14 km |
| 47° 22′ N, 7° 0′ E / 47.367°N,7.000°E | França                | Per uns 8 km |
| 47° 18′ N, 7° 0′ E / 47.300°N,7.000°E | Suïssa                | |
| 46° 1′ N, 7° 0′ E / 46.017°N,7.000°E  | França                | Per uns 14 km |
| 45° 53′ N, 7° 0′ E / 45.883°N,7.000°E | Itàlia                | |
| 45° 32′ N, 7° 0′ E / 45.533°N,7.000°E | França                | |
| 45° 13′ N, 7° 0′ E / 45.217°N,7.000°E | Itàlia                | |
| 44° 15′ N, 7° 0′ E / 44.250°N,7.000°E | França                | |
| 44° 42′ N, 7° 0′ E / 44.700°N,7.000°E | Itàlia                | |
| 44° 15′ N, 7° 0′ E / 44.250°N,7.000°E | França                | |
| 43° 33′ N, 7° 0′ E / 43.550°N,7.000°E | Mar Mediterrània      | |
| 36° 54′ N, 7° 0′ E / 36.900°N,7.000°E | Algèria               | |
| 20° 29′ N, 7° 0′ E / 20.483°N,7.000°E | Níger                 | |
| 12° 59′ N, 7° 0′ E / 12.983°N,7.000°E | Nigèria               | |
| 4° 23′ N, 7° 0′ E / 4.383°N,7.000°E   | Oceà Atlàntic         | Passa just a l'oest de l'illa de Príncipe, São Tomé i Príncipe · Passa just a l'est de l'illa de São Tomé, São Tomé i Príncipe |
| 60° 0′ S, 7° 0′ E / 60.000°S,7.000°E  | Oceà Antàrtic         | |
| 69° 53′ S, 7° 0′ E / 69.883°S,7.000°E | Antàrtida             | Terra de la Reina Maud, reclamat per Noruega                                                                                   |